# Oľchov
Oľchov je přírodní rezervace v oblasti Latorica.
Nachází se v katastrálním území obce Ložín v okrese Michalovce v Košickém kraji. Území bylo vyhlášeno či novelizováno v roce 1980 na rozloze 19,58 ha. Ochranné pásmo nebylo stanoveno.